# 托潟湖

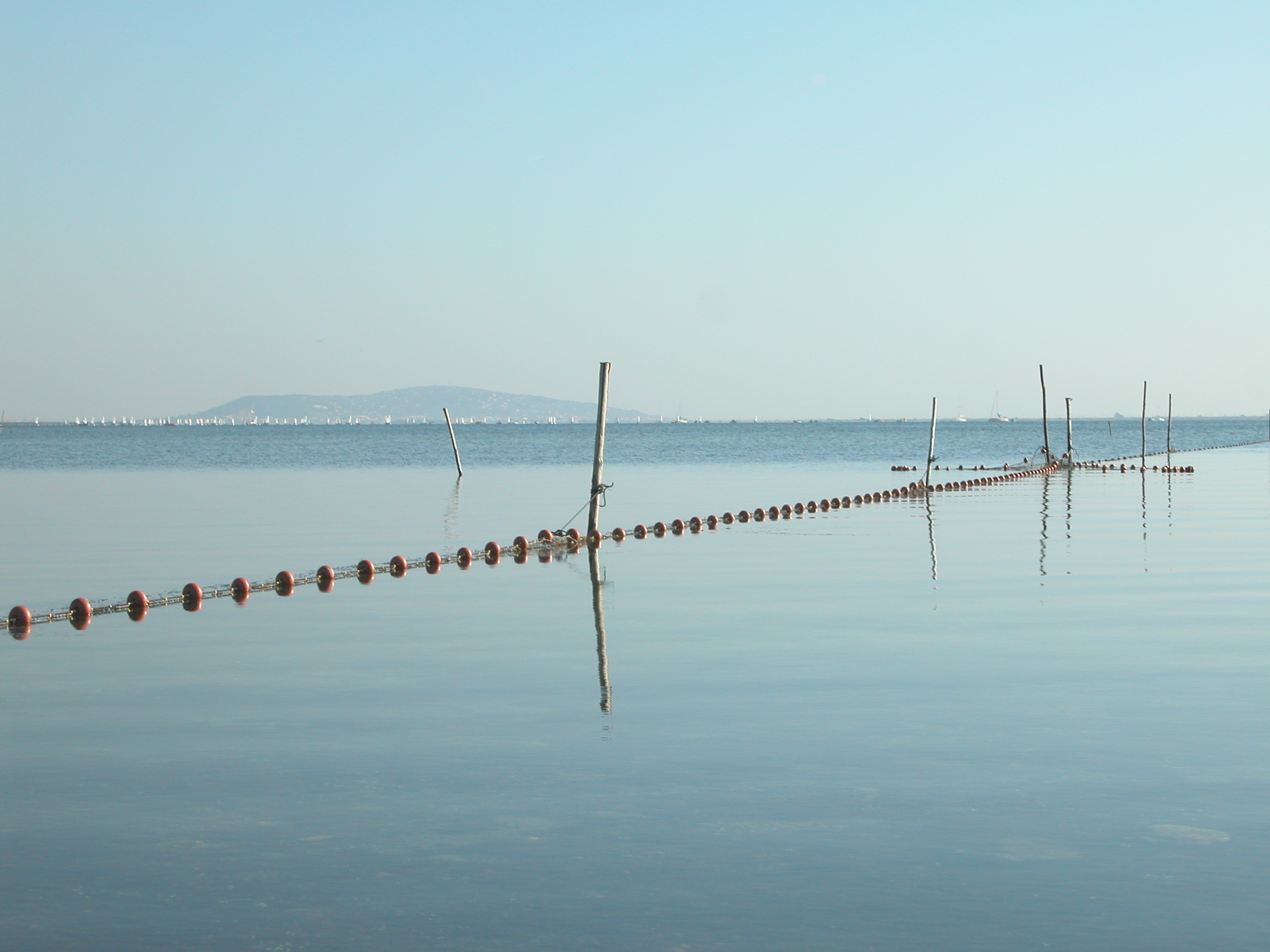
正在舉行帆船比賽的托潟湖

托潟湖（法語： [etɑ̃ də to]），亦称托港（Bassin de Thau），是位於法國南部大區朗格多克-魯西永的一個巨大潟湖，是世界遺產米迪運河的最東端。

## 地理
托潟湖長約21（13英里），寬約8（5.0英里），平均深度為4.5（15英尺），湖上航道中心深度可達10（33英尺）。
因為湖區年度和季度的降水量有很大變化，所以其鹽度和水溫也有顯著的不同。鹽度最低為27 psu，最高40 psu；水溫則在3—29 °C（37—84 °F）之間。

## 生物與經濟
托潟湖地區有許多的野生動物依靠這裡的資源生活，常見的有蒼鷺和大紅鸛， 此外也有大量的海生動物，例如蠔、水母和各種魚類。春夏，潟湖中的链状亚历山大藻大量繁殖，可能會導致湖中的蠔帶上毒素。
金頭鯛、大西洋白姑魚和歐洲鱸等都是較重要的水產， 每年托潟湖每公頃大約出產200（440磅）的魚。 但實際上相較於捕魚來說，其甲殼動物，如蠔等才是更重要的經濟來源。

## 外部連結
- 托潟湖及其周边地区全景照片 （页面存档备份，存于）
- 托潟湖照片
- 托潟湖渔业 （页面存档备份，存于） （法語）
- 有关托潟湖和牡蛎的信息 （页面存档备份，存于） （法語）